# Saison 4 de 24 Heures chrono
Chronologie
Saison 3 Saison 5
Cet article présente le guide des épisodes de la saison 4 de la série télévisée 24 heures Chrono. La saison débute à 7 heures du matin et s'achève à la même heure le lendemain. Bien que la période ne soit pas datée, cette saison se déroulant 18 mois après la saison 3, l'action devrait se situer en mars 2006.

## Personnages principaux
Ici sont listés les acteurs dont le personnage fait partie des plus importants :
- Kiefer Sutherland (VF : Patrick Béthune) : Jack Bauer (24/24)
- Kim Raver (VF : Juliette Degenne) : Audrey Raines (24/24)
- Carlos Bernard (VF : Bertrand Liebert) : Tony Almeida
- Mary Lynn Rajskub (VF : Patricia Marmoras)  : Chloe O'Brian
- William Devane (VF : Jean-Bernard Guillard) : le secrétaire de la Défense James Heller (15/24)
- Reiko Aylesworth (VF : Charlotte Marin) :  Michelle Dessler
- Arnold Vosloo (VF : Éric Herson-Macarel) :  Habib Marwan
- Louis Lombardi (VF : Julien Chatelet) : Edgar Stiles
- Alberta Watson (VF : Anne Deleuze) : Erin Driscoll (12/24)
- Shohreh Aghdashloo (VF : Sophie Deschaumes) : Dina Araz
- Nestor Serrano (VF : Pierre Dourlens) : Navi Araz
- Jonathan Ahdout (VF : Maël Davan-Soulas) : Behrooz Araz
- James Morrison (VF : Hervé Jolly) : Bill Buchanan
- Lana Parrilla (VF : Nathalie Homs) : Sarah Gavin (12/24)
- Geoff Pierson (VF : Jean Barney) : le président John Keeler
- Gregory Itzin (VF : Bernard Alane) : le vice-président, puis président Charles Logan
- Dennis Haysbert (VF : Paul Borne) : l'ancien président David Palmer
- Roger R. Cross (VF : Renaud Marx) :  Curtis Manning (22/24)
- Aisha Tyler (VF : Julie Dumas) : Marianne Taylor
- James Frain (VF : Pierre Tessier) : Paul Raines
- Jude Cicollela (VF : Marcel Guido) : Mike Novick

## Synopsis
La saison 4 se déroule 18 mois après la saison 3.
Jack Bauer est désormais conseiller du ministre de la Défense James Heller et entretient une relation amoureuse avec sa fille, Audrey Raines. Cependant, lorsque des terroristes islamistes enlèvent Heller et Audrey, il décide d'épauler la Cellule anti-terroriste. Il va alors rapidement comprendre que Heller n'est pas la seule cible des terroristes.

## Format
Contrairement aux saisons précédentes, cette quatrième saison ne suit pas le schéma habituel de 24, qui se divise en trois actes. Cette saison se focalise sur un seul terroriste : Habib Marwan et peut être divisée en cinq petits actes, chacun étant une menace différente du terroriste. 
1. L'enlèvement du ministre de la Défense James Heller, dont l'exécution va être diffusée en ligne, ainsi que de sa fille Audrey Raines.
2. Des centrales nucléaires vont entrer dans une fusion forcée.
3. Les terroristes volent un avion furtif pour abattre Air Force One.
4. Marwan et ses hommes veulent mettre la main sur le code de tir nucléaire en dérobant la mallette nucléaire. 
5. Les terroristes s'emparent d'un missile et le déclenchent.

## Intrigues secondaires
- La famille Araz est déchirée par des divergences d'opinions quant à la moralité d'une catastrophe nucléaire.
- La crise empêche Erin Driscoll d'être en mesure de s'occuper de sa fille, qui souffre de schizophrénie.
- Tony Almeida et Michelle Dessler, bien que divorcés, se retrouvent à travailler dans le même bureau à nouveau.
- La relation entre Jack et Audrey devient tendue parce qu'elle est horrifiée à voir la douleur qu'il est prêt à infliger pour acquérir des informations.
- David Palmer commence à découvrir la corruption au sein du gouvernement.
- Charles Logan se sent accablé lorsqu'il doit diriger de façon inattendue le pays.
- À la suite de la mort d'un consul chinois, la cellule tente de dissimuler que le commanditaire de l'assaut du consulat chinois est Jack Bauer.

## Réception critiques
La moyenne des audiences par épisode est de 11,9 millions, c'est-à-dire une augmentation d'un peu plus d'un million par rapport à la saison précédente. Comme les saisons précédentes de 24, les critiques sont positifs avec la moyenne des notes des spectateurs sur Allociné, légèrement en baisse, à 3,9/5, 79 % d'avis positifs sur Metacritic et 100 % sur Rotten Tomatoes. Kiefer Sutherland remporte le Screen Actors Guild Award du meilleur acteur dans une série télévisée dramatique. La saison gagne un Satellite Awards. The New York Times attribue à la saison 4 étoiles et Vogue a déclaré que « la série qui a inventé le suspense est devenue une addiction ».

## Liste des épisodes

### Épisode 1:7h00 - 8h00
- États-Unis : 9 janvier 2005
- France : 24 novembre 2005 sur C+

- États-Unis : 15,31 millions de téléspectateurs[1](première diffusion)

- Thomas Tofel (Maurice Landstrass)
- Shawn Doyle (Ronnie Lobell)
- Lukas Haas (Andrew Paige)
- Elyse Mirto (Hurt Woman)
- Jeff Griggs (Brody)
- Will Badgett (Train Engineer)
- Matt Gallini (Abdul)

### Épisode 2:8h00 - 9h00
- États-Unis : 9 janvier 2005
- France : 24 novembre 2005 sur C+

- États-Unis : 14,34 millions de téléspectateurs[1](première diffusion)

- Leighton Meester (Debbie Pendleton)
- Mark Thompson (Heller Kidnap Reporter)
- Beau Dremann (MTA Officer Marx)
- Annie LaRussa (Jeannie Paige)
- Peter MacDissi (Omar's Henchman)
- Kevin Alejandro (Kevin)

### Épisode 3:9h00 - 10h00
- États-Unis : 10 janvier 2005
- France : 1er décembre 2005 sur C+

- États-Unis : 11,91 millions de téléspectateurs[2](première diffusion)

- Butch Klein (Agent Eric Richards)
- Matt Salinger (Mark Kanar)
- Leighton Meester (Debbie Pendleton)
- Anil Kumar (Kalil Hasan)
- Myndy Crist (Melissa)
- Nicholas Kadi (Ahmet)

### Épisode 4:10h00 - 11h00
- États-Unis : 10 janvier 2005
- France : 1er décembre 2005 sur C+

- États-Unis : 13,34 millions de téléspectateurs[2](première diffusion)

- Alex Skuby (Sergeant Dennis McGrath)
- Tina Holmes (Store Customer)
- Brent Briscoe (Doug)
- Anil Kumar (Kalil Hasan)
- Timothy Davis-Reed (George Kliavkoff)
- Leighton Meester (Debbie Pendleton)
- Jason Padgett (Brett)

### Épisode 5:11h00 - 12h00
- États-Unis : 17 janvier 2005
- France : 8 décembre 2005 sur C+

- États-Unis : 11,51 millions de téléspectateurs[3](première diffusion)

- Anil Kumar (Kalil Hasan)
- Angela Goethals (Maya Driscoll)
- Phyllis Lyons (Karen Pendleton)
- Danny Arroyo (Bad Boy Dan)
- Rick Hall (Sgt. Paulson)
- Kent Faulcon (CHP Officer)
- Dominick LaRae (Bad Boy Jim)
- Robertson Dean (Henry Powell)
- J. Patrick McCormack

### Épisode 6:12h00 - 13h00
- États-Unis : 24 janvier 2005
- France : 8 décembre 2005 sur C+

- États-Unis : 12,20 millions de téléspectateurs[4](première diffusion)

- René Millán (Tariq)
- Albie Selznick (John Reiss)
- J. Patrick McCormack (Robert Franklin)
- Kevin Alejandro (Kevin)
- Taneka Johnson (Medic)

### Épisode 7:13h00 - 14h00
- États-Unis : 31 janvier 2005
- France : 15 décembre 2005 sur C+

- États-Unis : 11,52 millions de téléspectateurs[5](première diffusion)

- Angela Goethals (Maya Driscoll)
- Lawrence Monoson (Gary)
- Michael Bofshever (CTU Doctor)
- Mark Thompson (Reporter)
- Kelvin Han Yee (Craig Erwich)
- Robertson Dean (Henry Powell)

### Épisode 8:14h00 - 15h00
- États-Unis : 7 février 2005
- France : 15 décembre 2005 sur C+

- États-Unis : 11,10 millions de téléspectateurs[6](première diffusion)

- David Newsom (Scott Borman)
- Roxanne Day (Jen Slater)
- Michael Hyatt (Marcy)
- Hector Luis Bustamante (Dr. Martinez)
- Vince Duvall (Pilot)
- Tom McCafferty (First Secret Service Man)
- Robertson Dean (Henry Powell)

### Épisode 9:15h00 - 16h00
- États-Unis : 14 février 2005
- France : 22 décembre 2005 sur C+

- États-Unis : 11,42 millions de téléspectateurs[7](première diffusion)

- Nancy Linehan Charles (Lucy Stiles)
- Chris Eckles (Farah's Lover)
- Todd Kimsey (Derek Rosner)
- Vince Duvall (Pilot)
- Maria Quiban (Reporter)
- James Calvert (Security Guard)

### Épisode 10:16h00 - 17h00
- États-Unis : 21 février 2005
- France : 22 décembre 2005 sur C+

- États-Unis : 13,16 millions de téléspectateurs[8](première diffusion)

- Richard Marcus (Forbes)
- Diego Serrano (Agent Solarz)

### Épisode 11:17h00 - 18h00
- États-Unis : 28 février 2005

- États-Unis : 14,55 millions de téléspectateurs[9](première diffusion)

- Dariush Kashani (Ali)
- Mauricio Mendoza (Dr. Sanford)
- Angela Goethals (Maya Driscoll)
- Richard Marcus (Forbes)
- Diego Serrano (Agent Solarz)
- Nadine Ellis (Nurse)

### Épisode 12:18h00 - 19h00
- États-Unis : 7 mars 2005

- États-Unis : 13,09 millions de téléspectateurs[10](première diffusion)

- Bill Smitrovich (Gene McLennan)
- Tomas Arana (Dave Conlon)
- Albie Selznick (John Reiss)
- Nicholas Guilak (Yosik Khatami)

### Épisode 13:19h00 - 20h00
- États-Unis : 14 mars 2005

- États-Unis : 12,05 millions de téléspectateurs[11](première diffusion)

- Tomas Arana (Dave Conlon)
- Amin Nazemzadeh (Naji)
- Omid Abtahi (Safa)
- Christopher B. Duncan (Spector)
- Ned Vaughn (Mitch Anderson)
- Kevin Sizemore (Medic)
- Jay Harik (Arabic Man)

### Épisode 14:20h00 - 21h00
- États-Unis : 21 mars 2005

- États-Unis : 11,55 millions de téléspectateurs[12](première diffusion)

- Dagmara Dominczyk (Nicole)
- Ned Vaughn (Mitch Anderson)
- Adam Alexi-Malle (Joseph Fayed)
- Amy Benedict (Laurie Hansen)
- Thomas Vincent Kelly (Surgeon)
- David Andriole (John Hansen)
- Tim Griffin (Agent Baron)

### Épisode 15:21h00 - 22h00
- États-Unis : 28 mars 2005
- France : 12 janvier 2006 sur C+

- États-Unis : 11,58 millions de téléspectateurs[13](première diffusion)

- Anthony Azizi (Rafique)
- Ned Vaughn (Mitch Anderson)
- Navid Negahban (Abdullah)
- Cliff Weissman (Chief Mechanic)
- Bryce Lenon (Mechanic)
- Heather Salmon (CTU Nurse)
- Gino Salvano (Anwar)
- Carmen Molinari (Meg)

### Épisode 16:22h00 - 23h00
- États-Unis : 4 avril 2005
- France : 12 janvier 2006 sur C+

- États-Unis : 11,06 millions de téléspectateurs[14](première diffusion)

- Dagmara Dominczyk (Nicole)
- Anthony Azizi (Rafique)
- Ned Vaughn (Mitch Anderson)
- Dean Cudworth (Agent Hart)
- Chris Olivero (Kevin Keeler)
- Thomas Vincent Kelly (Surgeon)
- J. Patrick McCormack (Robert Franklin)

### Épisode 17:23h00 - 0h00
- États-Unis : 11 avril 2005
- France : 19 janvier 2006 sur C+

- États-Unis : 11,64 millions de téléspectateurs[15](première diffusion)

- T.J. Thyne (Jason Girard)
- John Allen Nelson (Walt Cummings)
- Claudette Mink (Kelly Girard)
- Mesan Richardson (Simmons)
- Matt Gallini (Mahnesh)
- Dan Lundy (Rescue Worker)

### Épisode 18:0h00 - 1h00
- États-Unis : 18 avril 2005
- France : 19 janvier 2006 sur C+

- États-Unis : 11,08 millions de téléspectateurs[16](première diffusion)

- Kiran Rao (Hikmat)
- Vic Chao (Agent McCallan)
- Nicholas Guilak (Yosik Khatami)
- John Allen Nelson (Walt Cummings)
- John Thaddeus (Joe Prado)
- Evan Handler (David Weiss)

### Épisode 19:1h00 - 2h00
- États-Unis : 25 avril 2005

- États-Unis : 11,03 millions de téléspectateurs[17](première diffusion)

- Keith Szarabajka (Robert Morrison)
- John Allen Nelson (Walt Cummings)
- Tim Kelleher (Greg Merfield)
- Lina Patel (Nabilla)
- Kris Iyer (Sabir)
- Dennis Haysbert (David Palmer)
- Stacy Solodkin (Presidential Aide)
- Kiran Rao (Hikmat)

### Épisode 20:2h00 - 3h00
- États-Unis : 2 mai 2005

- États-Unis : 10,88 millions de téléspectateurs[18](première diffusion)

- Gwendoline Yeo (Melissa Raab)
- Francois Chao (Koo Yin)
- Thomas Vincent Kelly (Dr. Benson)
- Roxanne Day (Jen Slater)
- Robert Cicchini (Howard Bern)
- Dennis Haysbert (David Palmer)
- Heather Salmon (Nurse Beborah)
- Ping Wu (Su Ming)

### Épisode 21:3h00 - 4h00
- États-Unis : 9 mai 2005
- France : 2 février 2006 sur C+

- États-Unis : 11,00 millions de téléspectateurs[19](première diffusion)

- Tzi Ma (Cheng Zhi)
- Keith Szarabajka (Robert Morrison)
- Robert Cicchini (Howard Bern)
- Gwendoline Yeo (Melissa Raab)
- Thomas Vincent Kelly (Dr. Benson)
- Assaf Cohen (Yassir)
- Ping Wu (Su Ming)
- Ryun Yu (Jin)

### Épisode 22:4h00 - 5h00
- États-Unis : 16 mai 2005
- France : 2 février 2006 sur C+

- États-Unis : 11,67 millions de téléspectateurs[20](première diffusion)

- Mia Kirshner (Mandy)
- Denis Arndt (Don Ashton)
- Vic Chao (Agent McCallan)
- Jake Muxworthy (Gary)
- Dennis Haysbert (David Palmer)

### Épisode 23:5h00 - 6h00
- États-Unis : 23 mai 2005
- France : 9 février 2006 sur C+

- États-Unis : 12,23 millions de téléspectateurs[21](première diffusion)

- Mia Kirshner (Mandy)
- Tzi Ma (Cheng Zhi)
- Robert Cicchini (Howard Bern)
- Darby Stanchfield (Shari)
- Jonathan Del Arco (Ian)

### Épisode 24:6h00 - 7h00
- États-Unis : 23 mai 2005
- France : 9 février 2006 sur C+

- États-Unis : 12,23 millions de téléspectateurs[21]

- Mia Kirshner (Mandy)
- John Allen Nelson (Walt Cummings)
- Patrick Kilpatrick (Dale Spaulding)
- Robert Cicchini (Howard Bern)
- Ping Wu (Su Ming)
- Joseph Hacker (Press Secretary)
- Vic Chao (Agent McCallan)

Après avoir localisé Marwan grâce à Mindi, Jack et son équipe le prennent en chasse, mais celui-ci se suicide en sautant d'un immeuble au cours du combat. Ils décident alors de fouiller dans l'ordinateur, et découvrent que l'ogive nucléaire se dirige sur Los Angeles. Terrifiés, ils envoient les coordonnées à l'armée de l'air qui détruit l'ogive.
En rentrant, Tony retrouve avec joie Michelle, tandis que Jack doit affronter Audrey. Celle-ci parlait avec quelqu'un de la mort de son mari. Il alla la voir, elle raccrocha et le rejoignit, et elle lui annonça qu'elle voulait couper les ponts, car elle ne pouvait pas supporter de vivre comme ça.
Pendant ce temps, le président est comblé par les compliments que tout le monde lui fait pour la réussite de la crise, puis il reçoit un appel des Chinois, qui réclament Jack, en leur montrant que l'agent qu'ils avaient capturé a tout avoué. Walt propose de tuer Jack pour qu'il n'avoue rien, mais tout le monde désapprouve. Plus tard, Mike surprend un appel de Walt qui parlait avec la personne qui allait chercher Jack, et lui demanda de le tuer. Mike rapporta tout à Palmer qui rapporta tout au Président, qui fit semblant de ne pas le croire. David décida de prévenir Jack, qui mit en place une fausse mort. Les seuls à être au courant sont : David Palmer, Michelle Dessler, Tony Almeida et Chloe O'Brian. En apprenant la nouvelle, Audrey s'effondre en larmes, et pendant ce temps, Tony et Michelle emmènent Jack hors de la cellule et ils se font leurs adieux…